# Overwhelmingly Large Telescope
L'Overwhelmingly Large Telescope (OWL) è stato un progetto dell'European Southern Observatory che prevedeva la costruzione di un telescopio con singola apertura di 100 metri di diametro. A causa della complessità e dei costi di un tale telescopio, l'ESO ha deciso di concentrarsi sul progetto meno ambizioso di un'apertura di 39 metri di diametro (Extremely Large Telescope). Il progetto resta comunque un valido riferimento concettuale per confrontare le diverse metodologie  tecniche e costruttive.
Nonostante questo progetto non superi il potere di risoluzione angolare dei telescopi ad interferometria, l'eccezionale capacità di raccolta della luce potrebbe incrementare in modo significativo la profondità alla quale l'umanità osserva l'universo. Con un tale strumento si potrebbero osservare regolarmente oggetti di magnitudine apparente pari a 38, che possiedono una luminosità 1000 volte inferiore all'oggetto più debole osservato dal telescopio spaziale Hubble. Una tale capacità verrebbe fortemente limitata dalla turbolenza atmosferica, che spesso limita la risoluzione dei telescopi a valori inferiori dei limiti teorici a causa delle differenze di temperatura e dei moti dei vari strati d'aria dell'atmosfera. Il problema della turbolenza atmosferica, che non affligge gli strumenti nello spazio, può essere in parte aggirato attraverso l'uso di ottiche adattive.
Se venisse costruito sarebbe il più grande telescopio ottico esistente, con una superficie (degli specchi) superiore a quella di tutti gli attuali telescopi professionali combinati assieme. La concezione modulare del progetto permetterebbe di iniziare le operazioni scientifiche di osservazione prima del completamento dello strumento.
Tutti i progetti proposti sono varianti di un sistema a specchi segmentati (sono previsti 3042 specchi esagonali da 1,6 metri di diametro), poiché non esiste una tecnologia in grado di costruire un unico, monolitico specchio da 100 metri. Tuttavia, l'uso degli specchi segmentati è più complesso rispetto a quello di uno specchio singolo, essendo infatti richiesto un allineamento accurato dei singoli componenti ottici. Nonostante le precedenti esperienze in progetti simili (quali il Telescopio Keck) suggeriscono che un tale telescopio sia fattibile, i costi sono piuttosto alti (attorno a 1,2 miliardi di euro) e l'ESO sta lavorando ad un progetto più piccolo (sempre della categoria Extremely Large Telescope) di circa 39 metri di diametro. 
Una descrizione dettagliata del progetto (ottobre 2005) è consultabile e scaricabile online, sul sito ESO.
È stato stimato che un telescopio di 80 metri potrebbe essere in grado di fare analisi spettroscopiche di pianeti simili alla Terra in orbita attorno alle più vicine 40 stelle di tipo solare. In questo modo potrebbe rendere più facile la ricerca di pianeti extrasolari e di vita extraterrestre, poiché lo spettro dei pianeti può indicare la presenza di molecole legate alla vita.

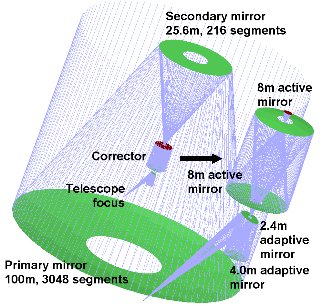
Schema ottico